# Gomphomastax shnitnikovi
Gomphomastax shnitnikovi är en insektsart som beskrevs av Bei-bienko 1949. Gomphomastax shnitnikovi ingår i släktet Gomphomastax och familjen Eumastacidae. Inga underarter finns listade i Catalogue of Life.